# Parc de Can Sabaté

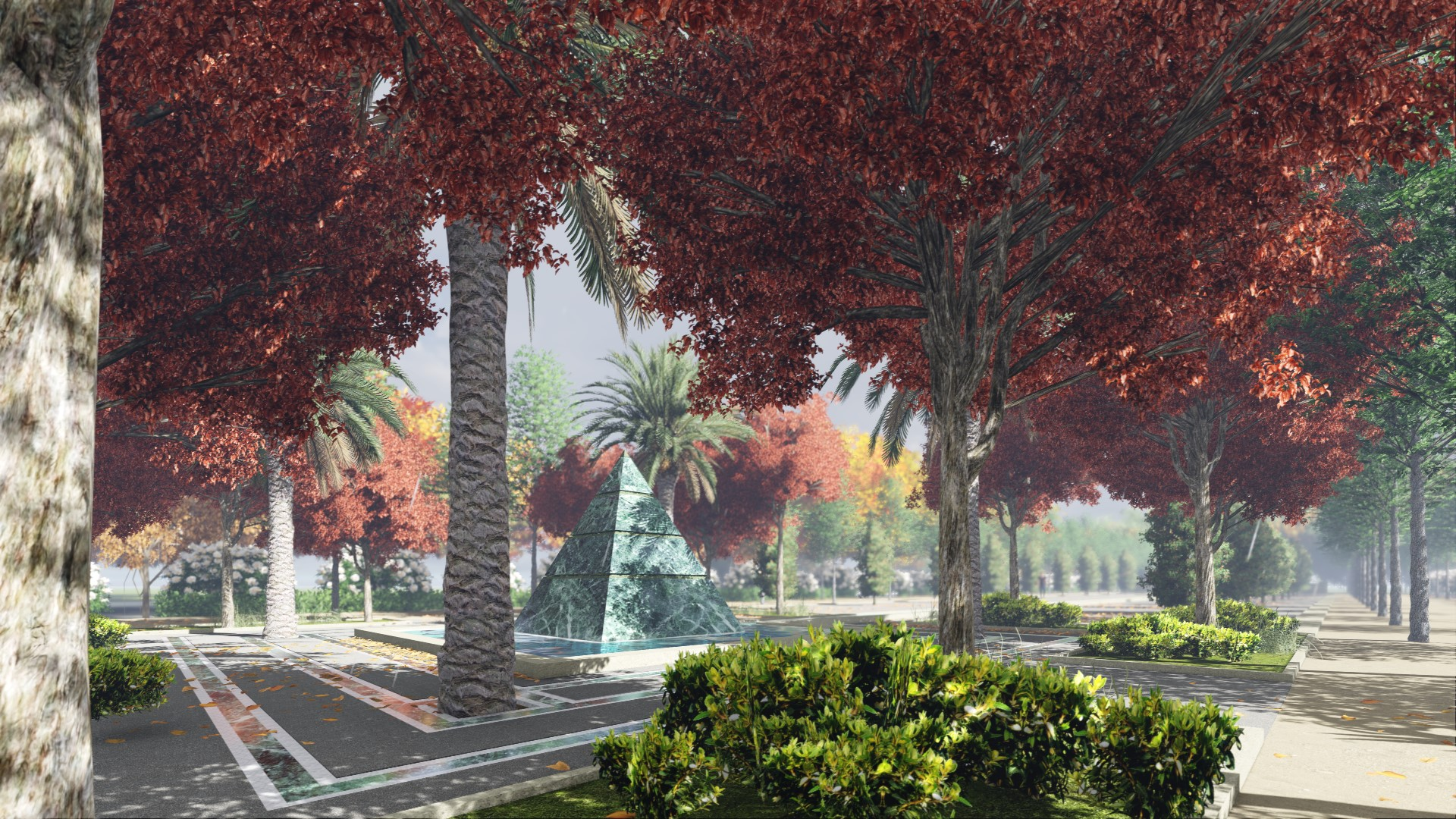
Visió espai central Parc Can Sabaté

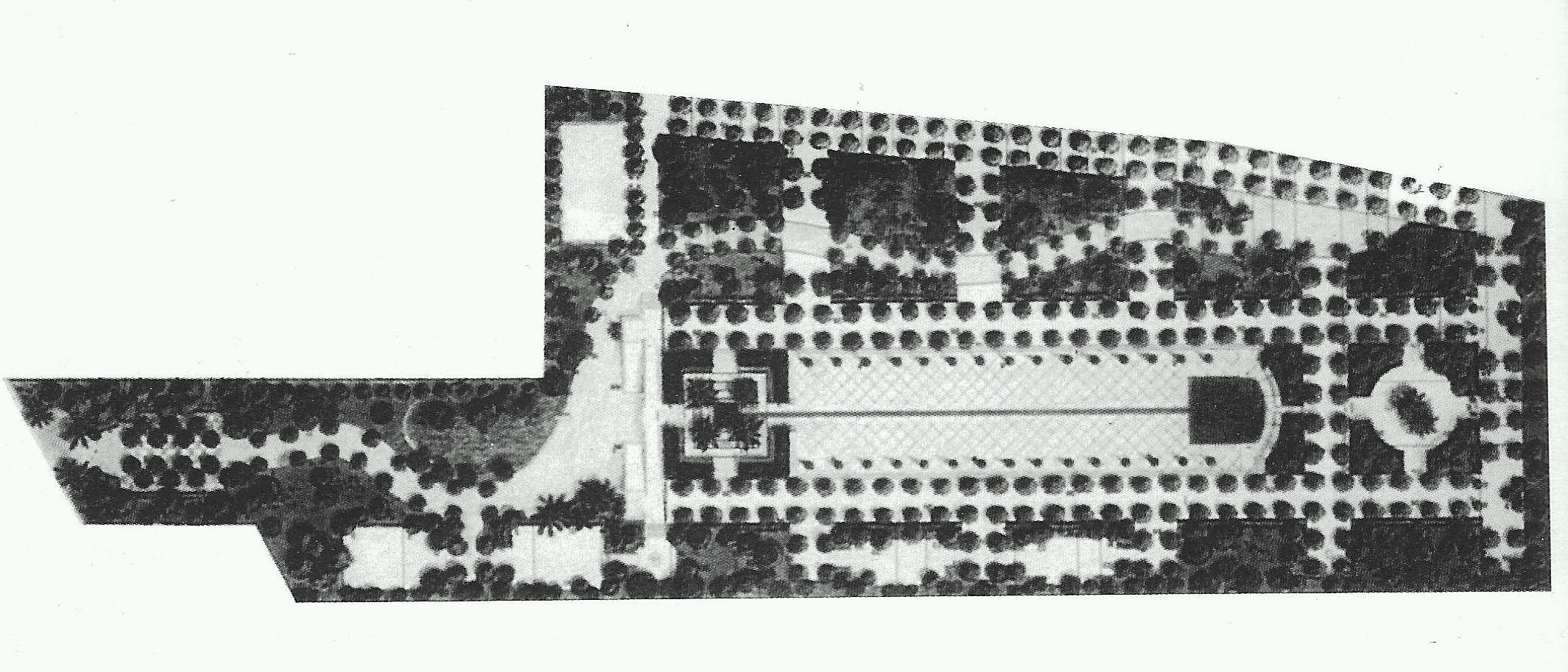
Plànol Parc

El parc de Can Sabaté es troba a la Marina de Port, en el districte de Sants-Montjuïc de Barcelona. Es va construir l'any 1984 amb un projecte de Neus Solé, Imma Jansana i Daniel Navas, els quals van comptar amb el consell de Nicolau Maria Rubió i Tudurí, antic director de Parcs i jardins de Barcelona entre 1917 i 1937, autor del parc de Montjuïc al costat de Jean-Claude Nicolas Forestier l'any 1929.
El nom inicial del projecte segons apareix en els documents originals  era de Jardí de les Estrelles en clar homenatge dels autors al conjunt de torres "Estrelles Altes" que presideix un dels límits de l'espai enjardinat, obra del que fos un dels últims arquitectes del GATEPAC Antoni Bonet i Castellana, autor entre moltes altres obres del canòdrom de la Meridiana o la casa de Rafael Alberti a Punta Balena (Uruguai).

## Descripció

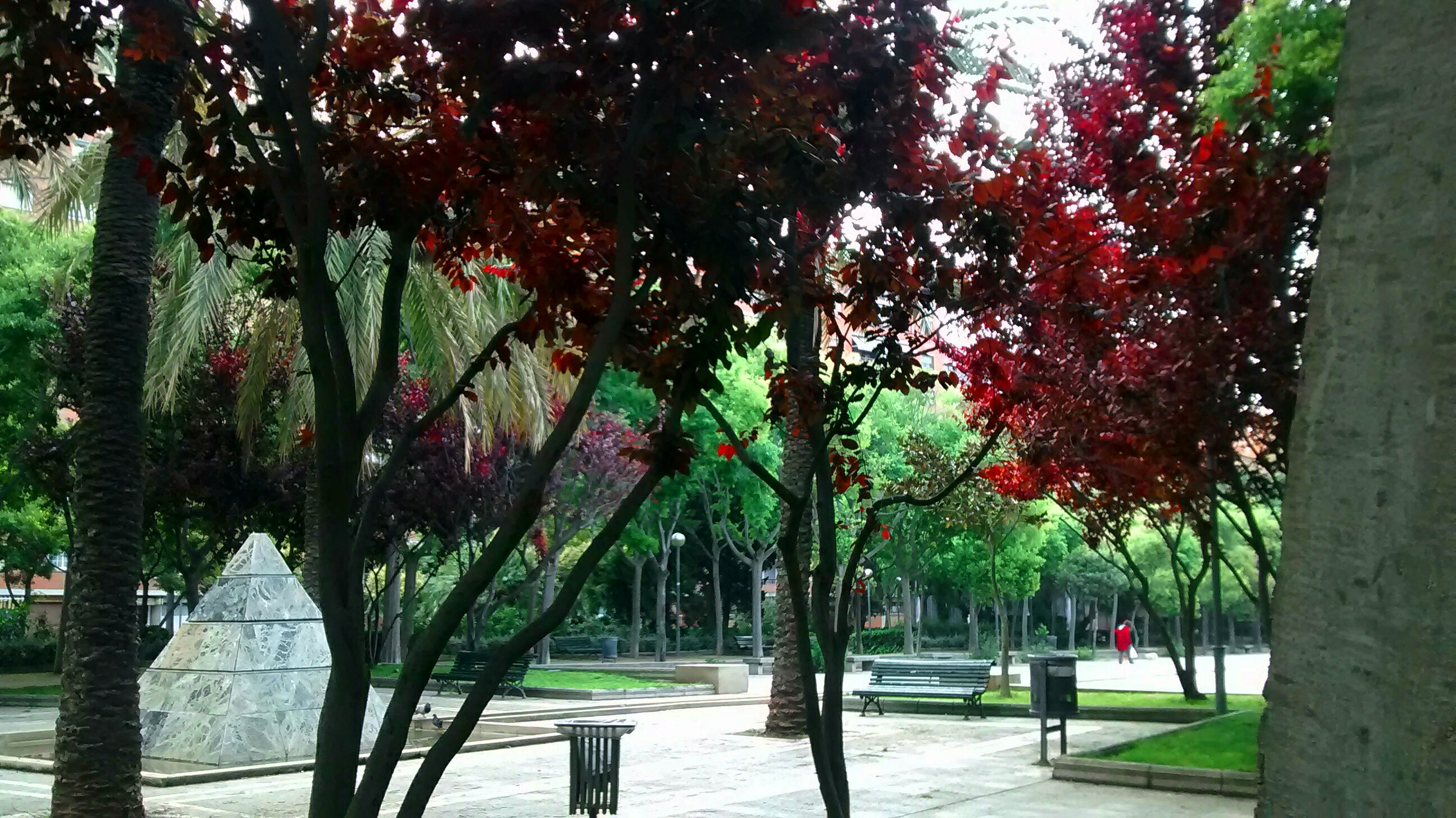
Espais interiors

El nom actual prové de la familia Sabaté, última propietària de la indústria metal·lúrgica que va ocupar aquest sòl abans de ser convertit en parc. La denominació històrica pel qual es va conèixer aquest lloc va ser Can Barret, en referència a l'enginyer i industrial Josep Albert Barret, que va construir aquí al 1898 la primera foneria. La seva vida va servir de referència a l'escriptor Eduardo Mendoza per escriure "La veritat sobre el cas Savolta"

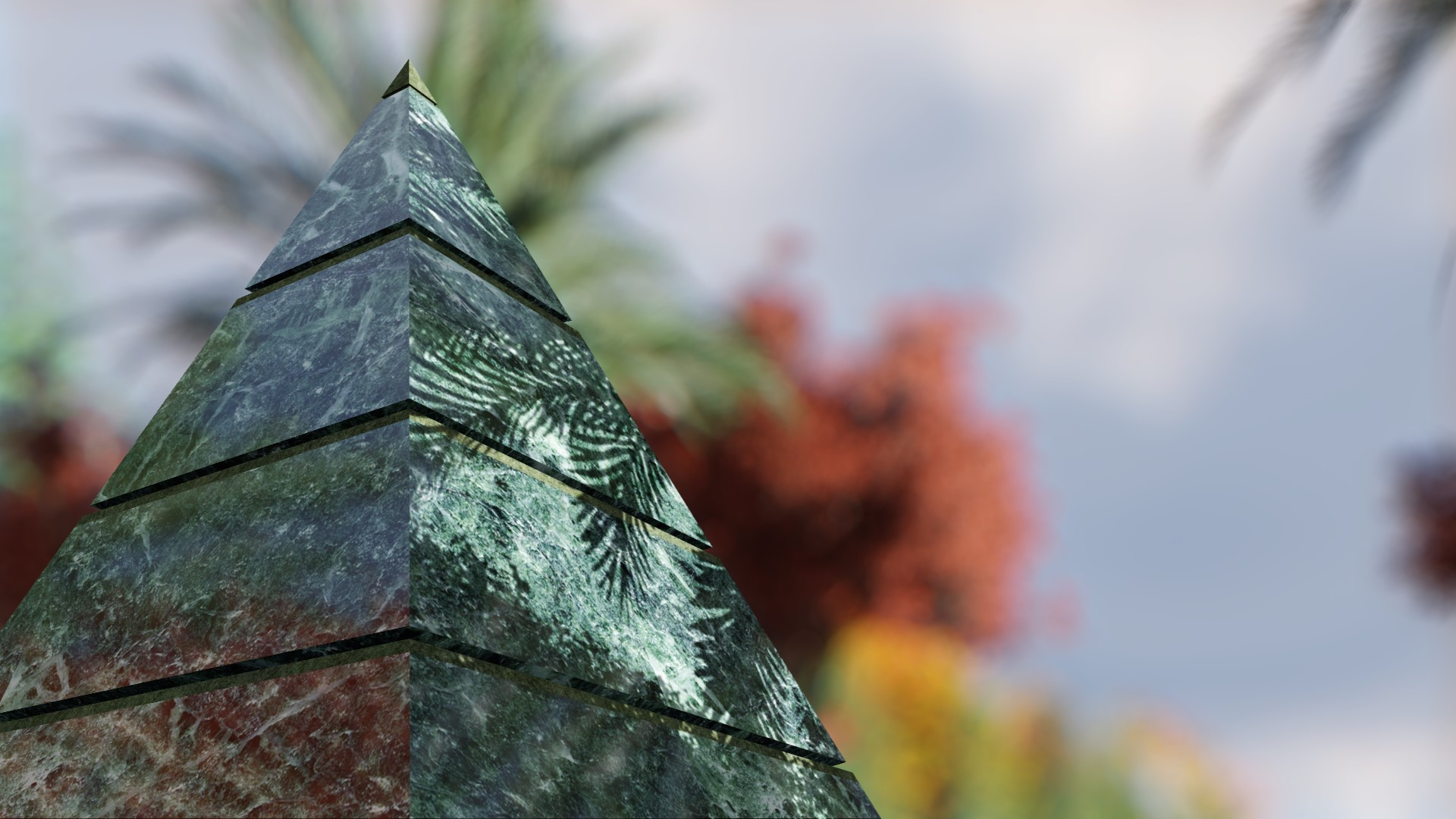
Escultura "Piràmide" Parc Can Sabaté - D.Navas, N.Solé, I.Jansana

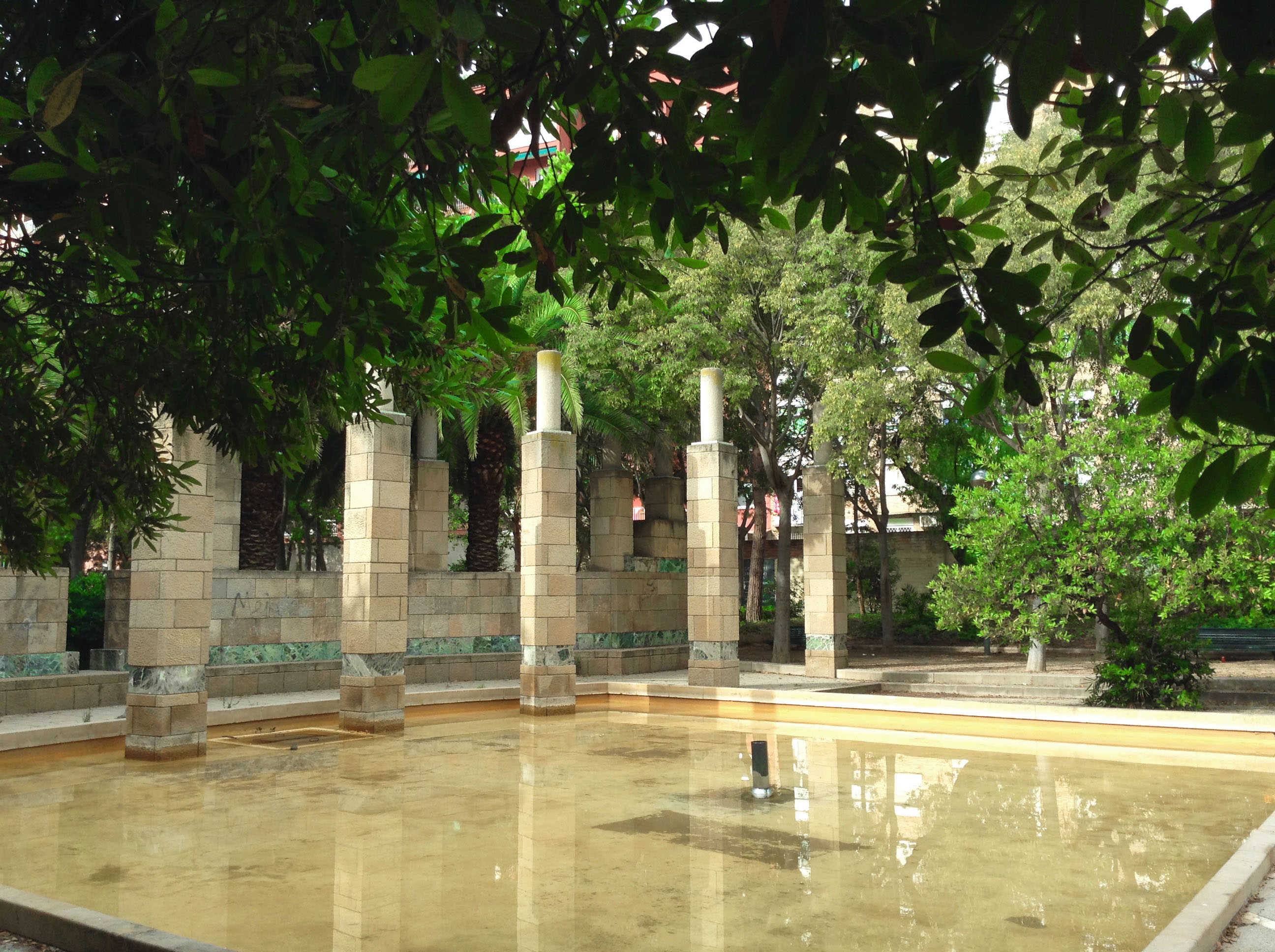
Estany Pèrgola

El parc de Can Sabaté va ser el primer gran interior d'illa recuperat com a espai públic a la ciutat de Barcelona. La construcció material es va dur a terme d'una manera directa des de la municipalitat a través de la gestió de diversos «plans d'ocupació comunitària d'obra pública» (1982-1986), que va dirigir des de l'administració municipal l'arquitecte Ignasi de Lecea, el qual al costat dels autors del projecte va coordinar l'execució del parc.
És un parc de forma rectangular allargada, amb un doble accés, pel carrer Mineria i pel carrer Mare de Déu del Port, i embolcallat per edificis en tres dels seus costat.
El parc s'organitza sobre una malla verda ortogonal que s'eixampla sobre el buit pavimentat del saló central, al qual se li sobreposa la geometria curvilínia d'un recorregut serpentejant que uneix els dos accessos transgredint la racionalitat de la quadrícula. Els objectes juguen amb el simbolisme de l'arquitectura postmoderna, que s'emfatitza en els elements petris i que es complementa amb l'aigua.
El contrast entre una arquitectura jardinera clàssica reinterpretada des de la revisió del postmodernisme, es manifesta en la construcció dels elements arquitectònics simbòlics: pèrgoles, rampes o més intensament en l'escultura de la piràmide de marbre verd, que emmarcada per les palmeres Phoenix sobre el fons vermell de les pruneres, configuren una ambientació escènica que connecta amb altres moments de la presència propera de Montjuïc.

## Vegetació
Entre les espècies presents al parc hi són: l' arbre dels quaranta escuts (Ginkgo biloba), hackberry (Celtis australis), desmai (Salix babylonica), casuarina (Casuarina cunninghamiana), pollancre del Canadà (Populus x canadensis), fals pebre arbre (Schinus molle), eucaliptus (Eucalyiptus globulus i Eucaliptus camaldulensis) pinyoner (Pinus pinea), alzina (Quercus ilex alzina surera), fitolaca (Phytolacca dioica), fals plàtan (Acer pseudoplatanus), xiprer (Cupressus macrocarpa i Cupressus sempervirens), caquilero (Diospyros kaki), palmera de fans (Washingtonia filifera), palmera datilera (Phoenix dactylifetra), palmera de Canàries (Phoenix canariensis), pruneres (Prunus cerasifera), romaní (Rosmarinus officinalis), sàlvia (Salvia officinalis), llorer (Laurus nobilis), privet (Ligustrum lucidum "Variegatum") i l'heura (Hedera helix).

## Galeria

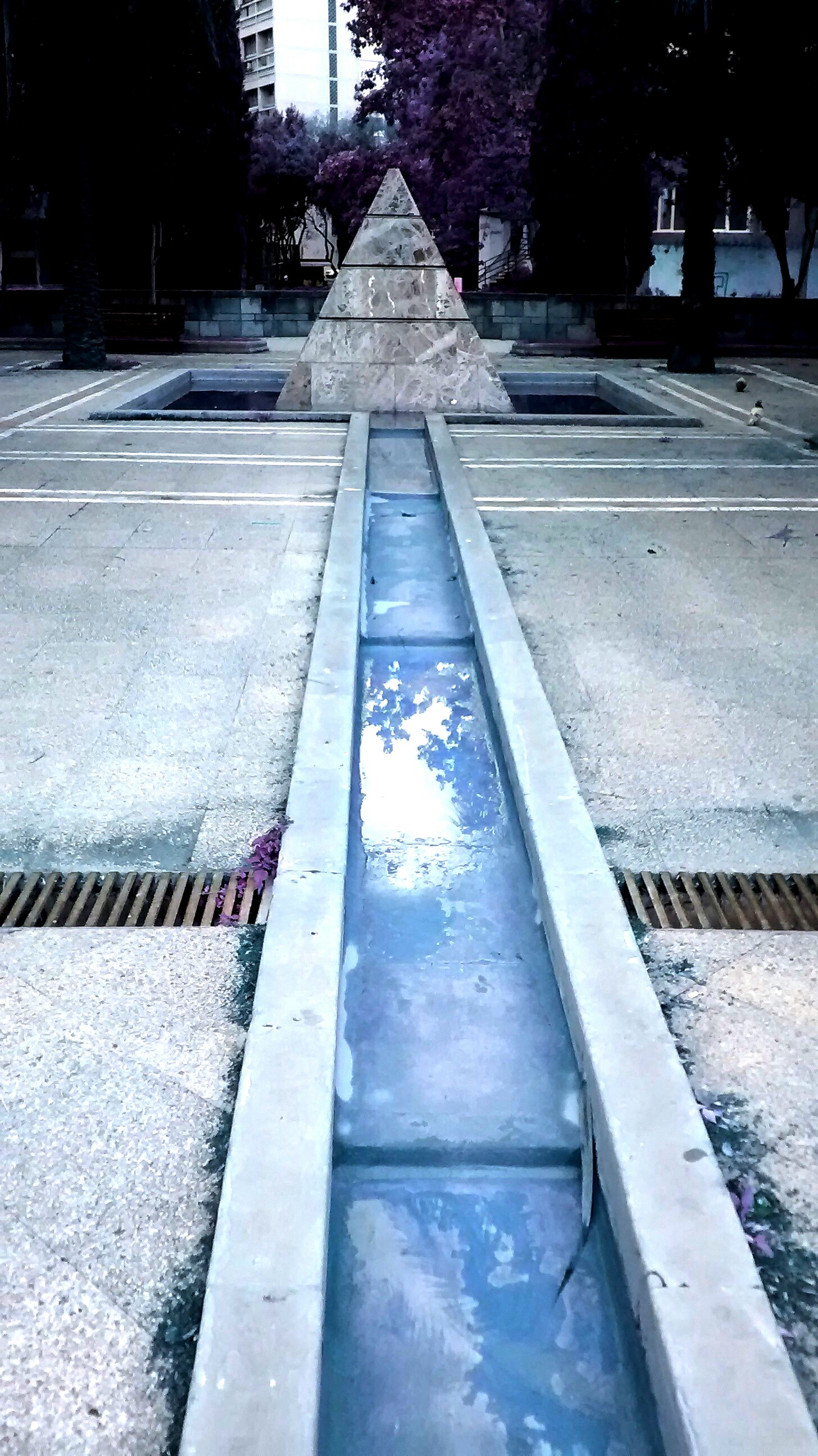
Canal d'aigua
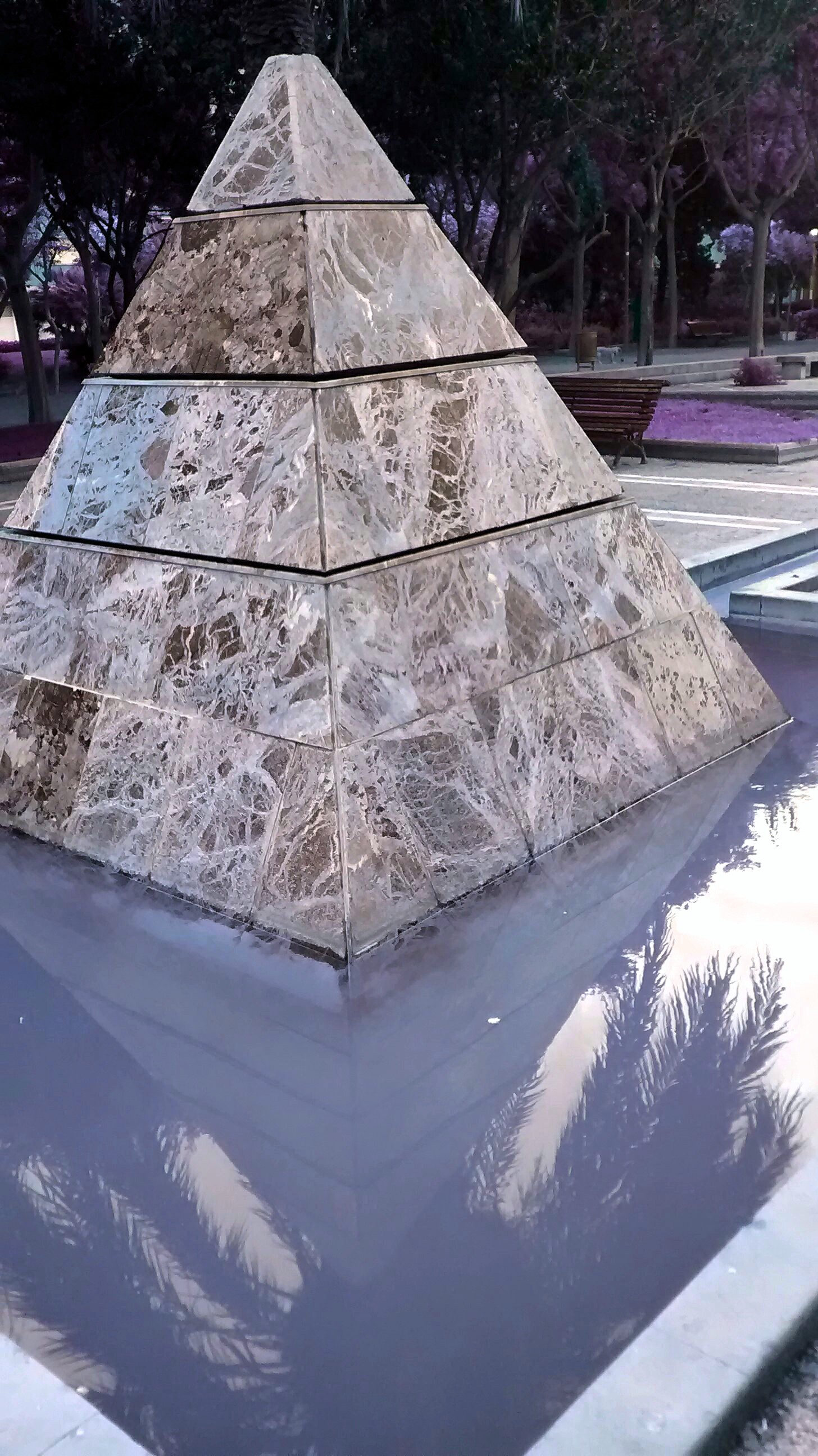
Escultura piràmide
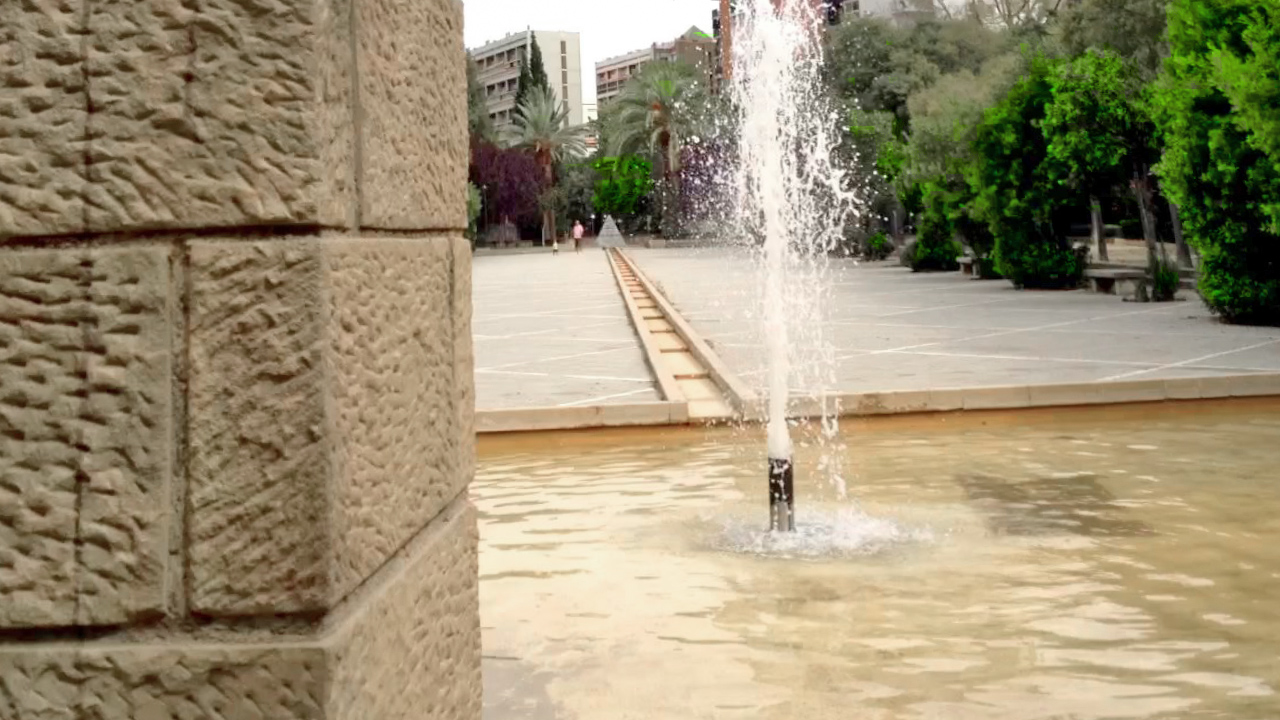
Estany pèrgola
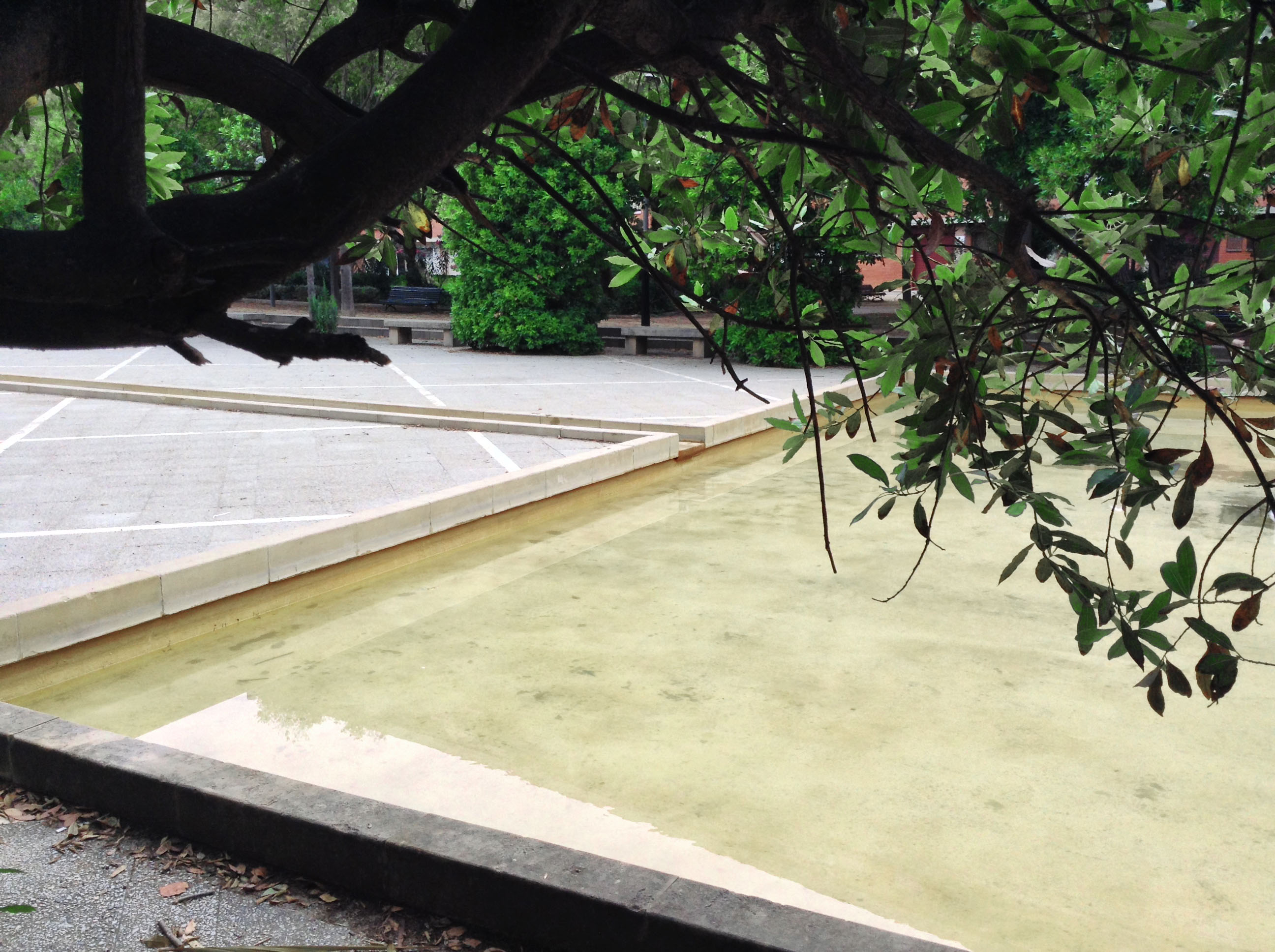
Estany salo central
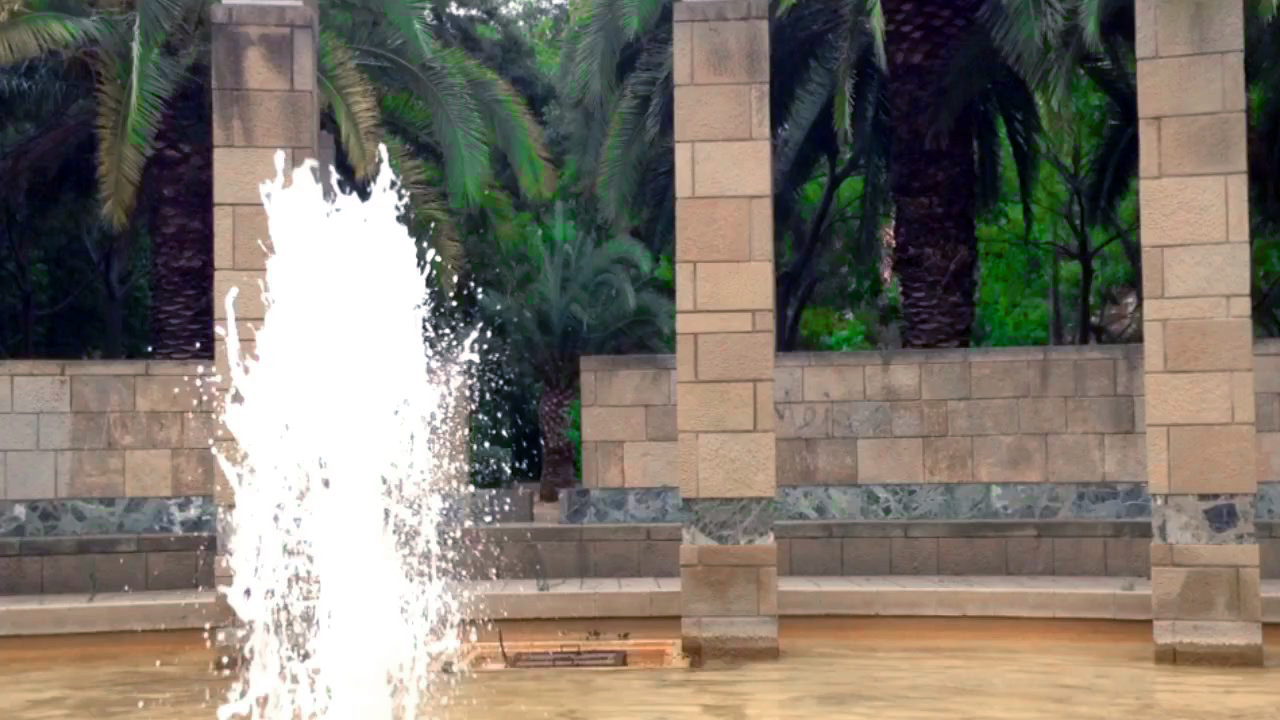
Sortidor estany pèrgola
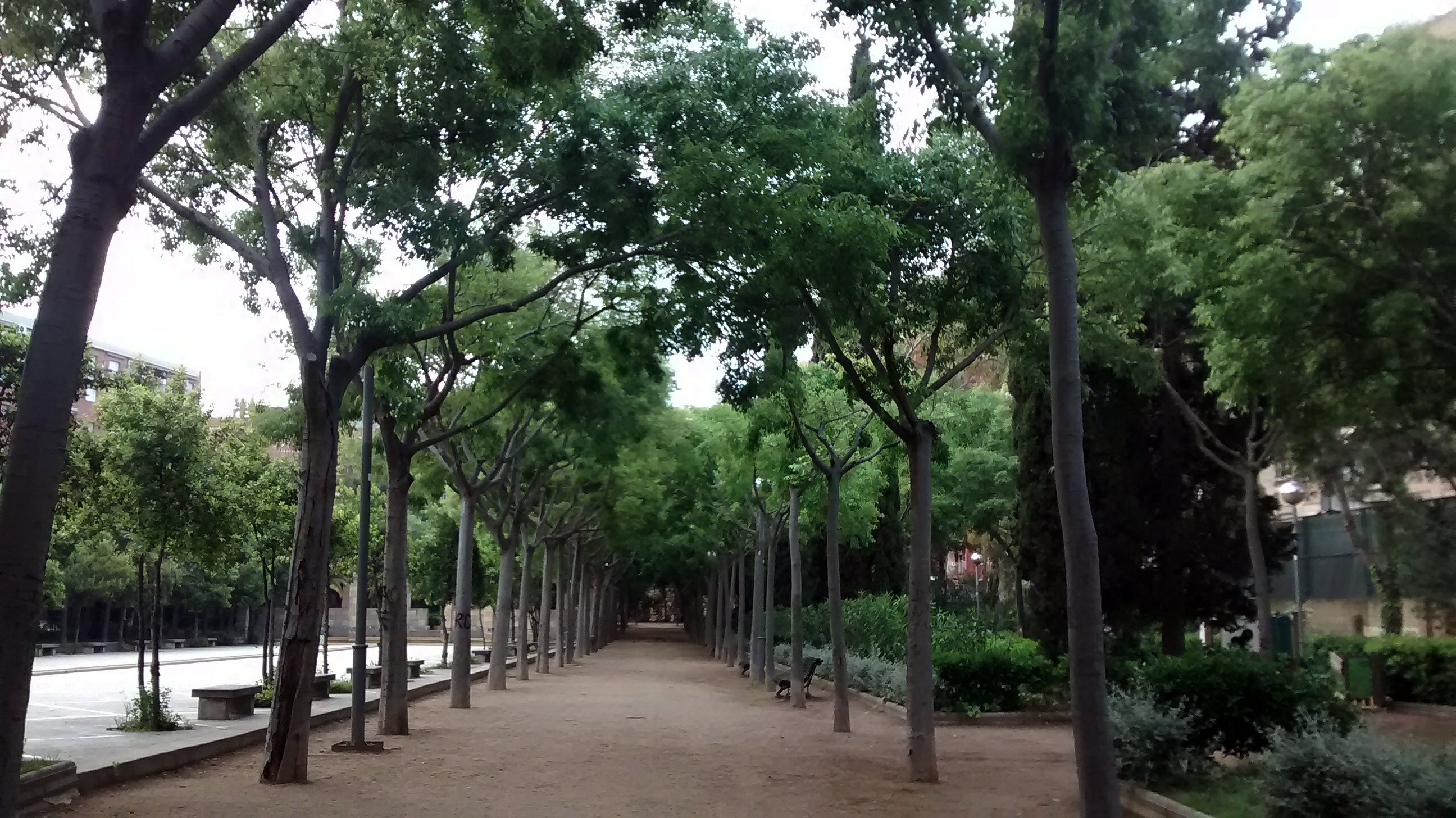
Passeigs trama
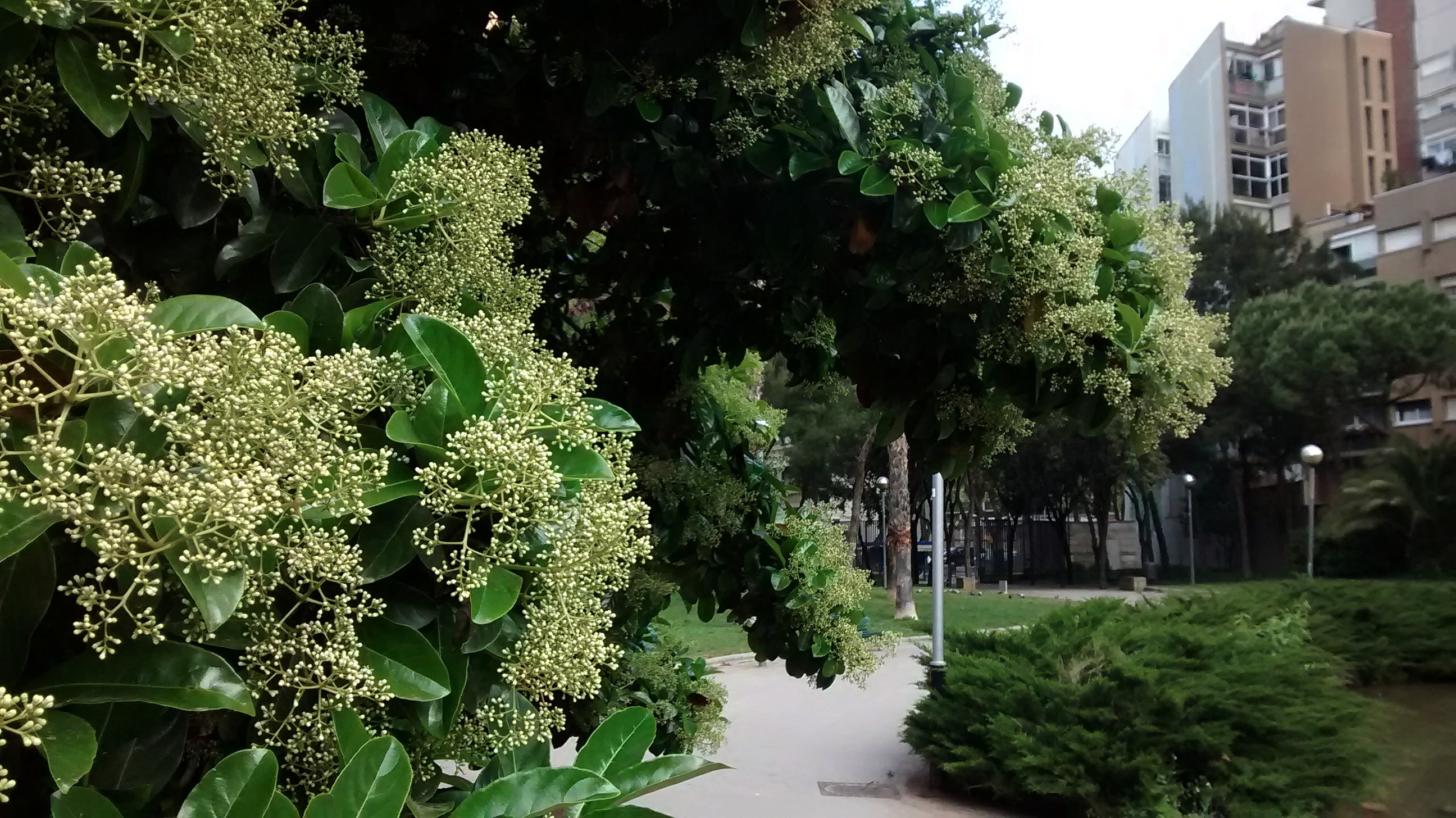
Accés carrer Mineria
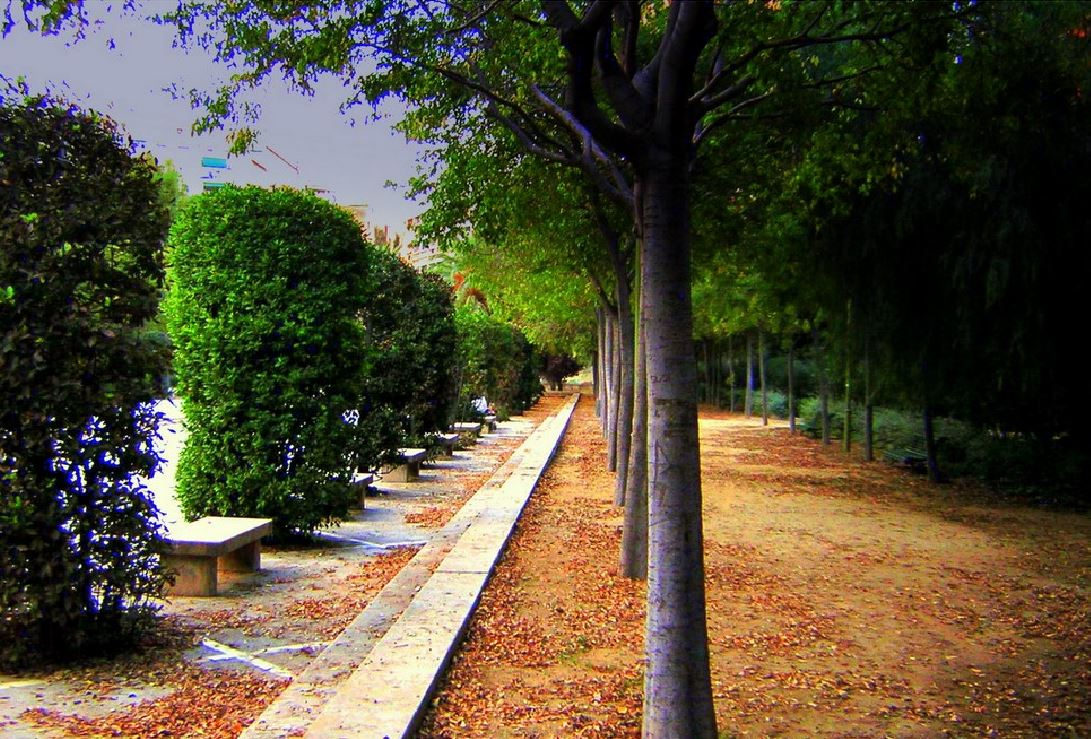
Passeig interior
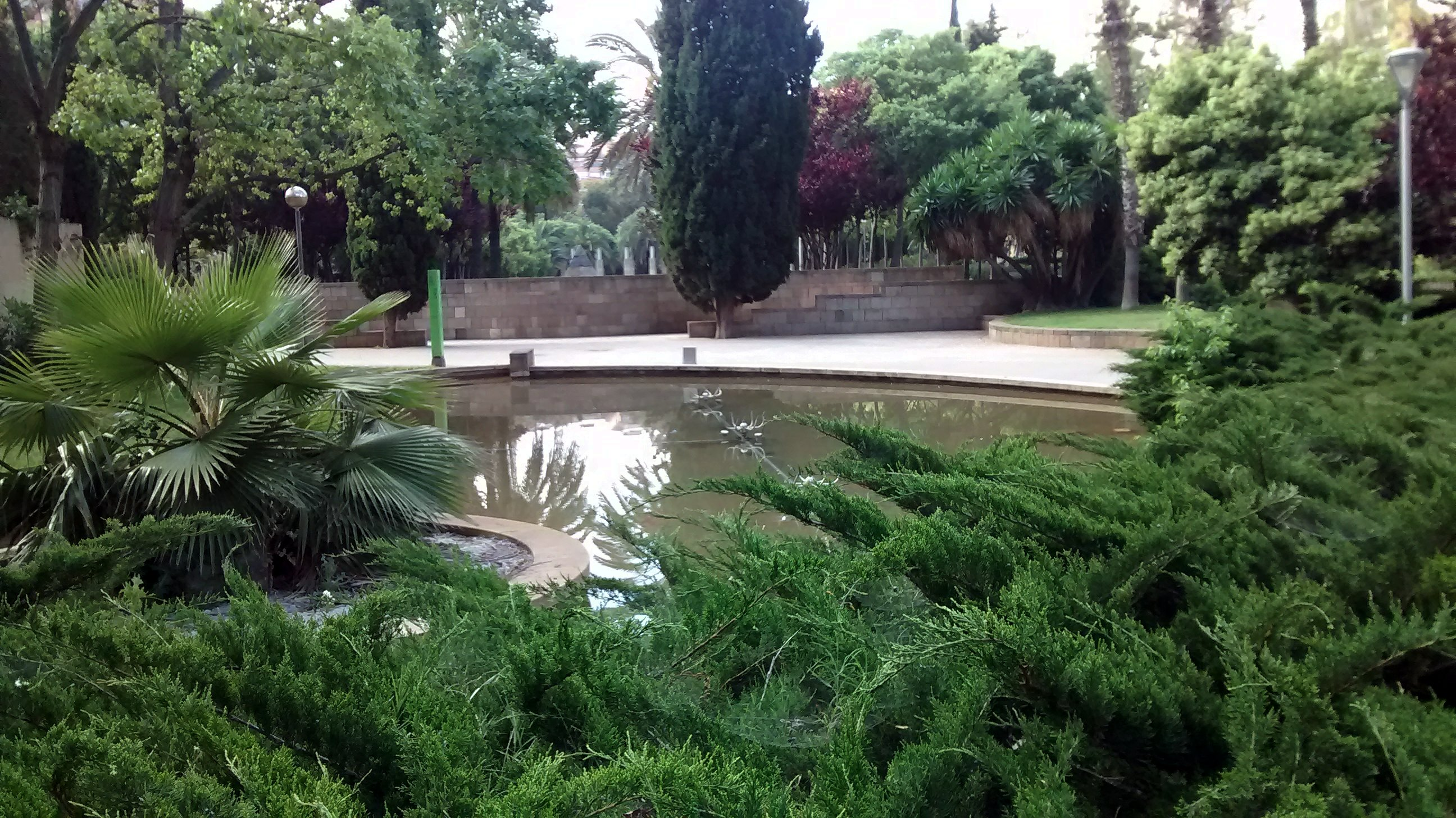
Estany accés
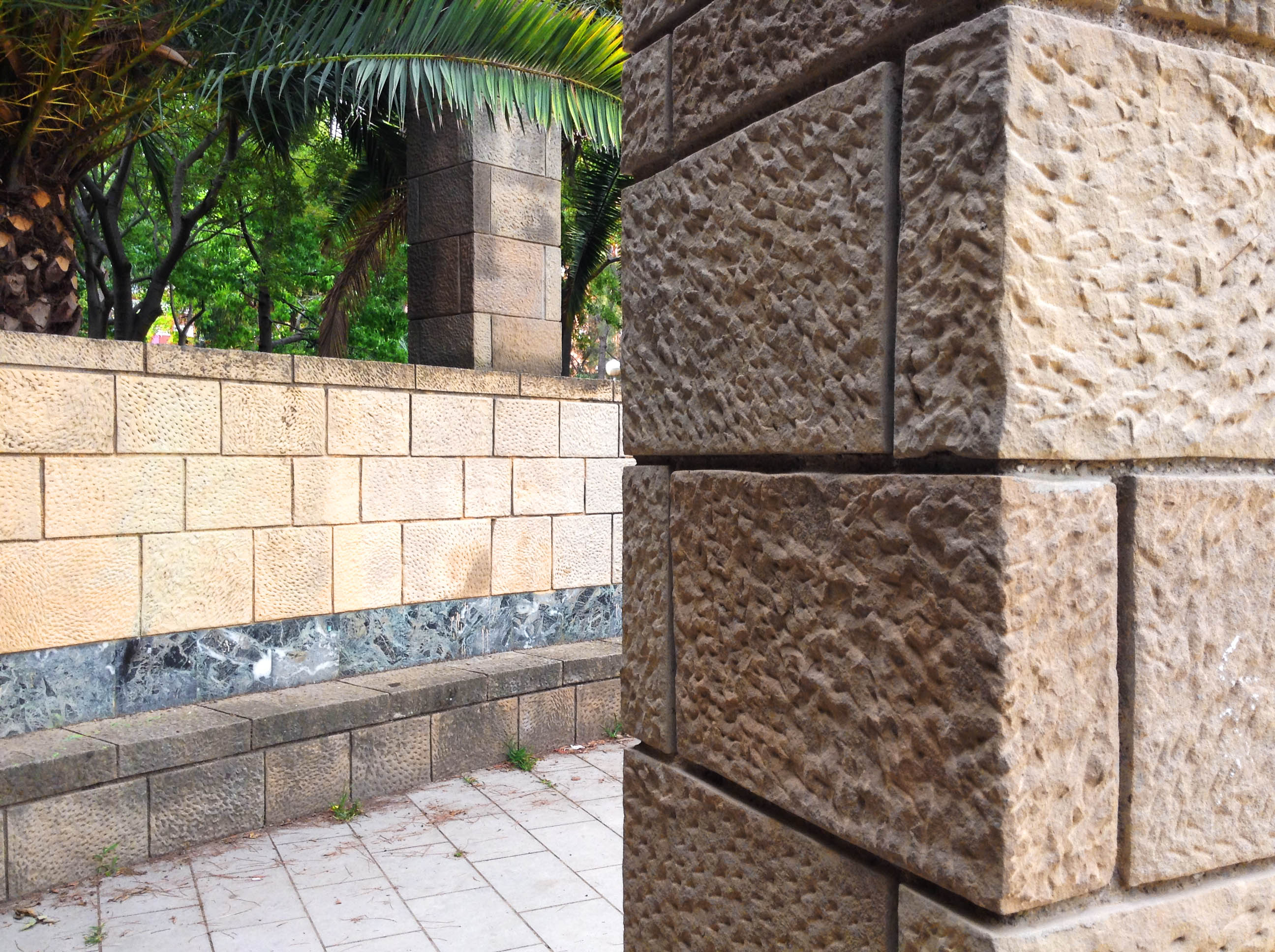
Banc pèrgola
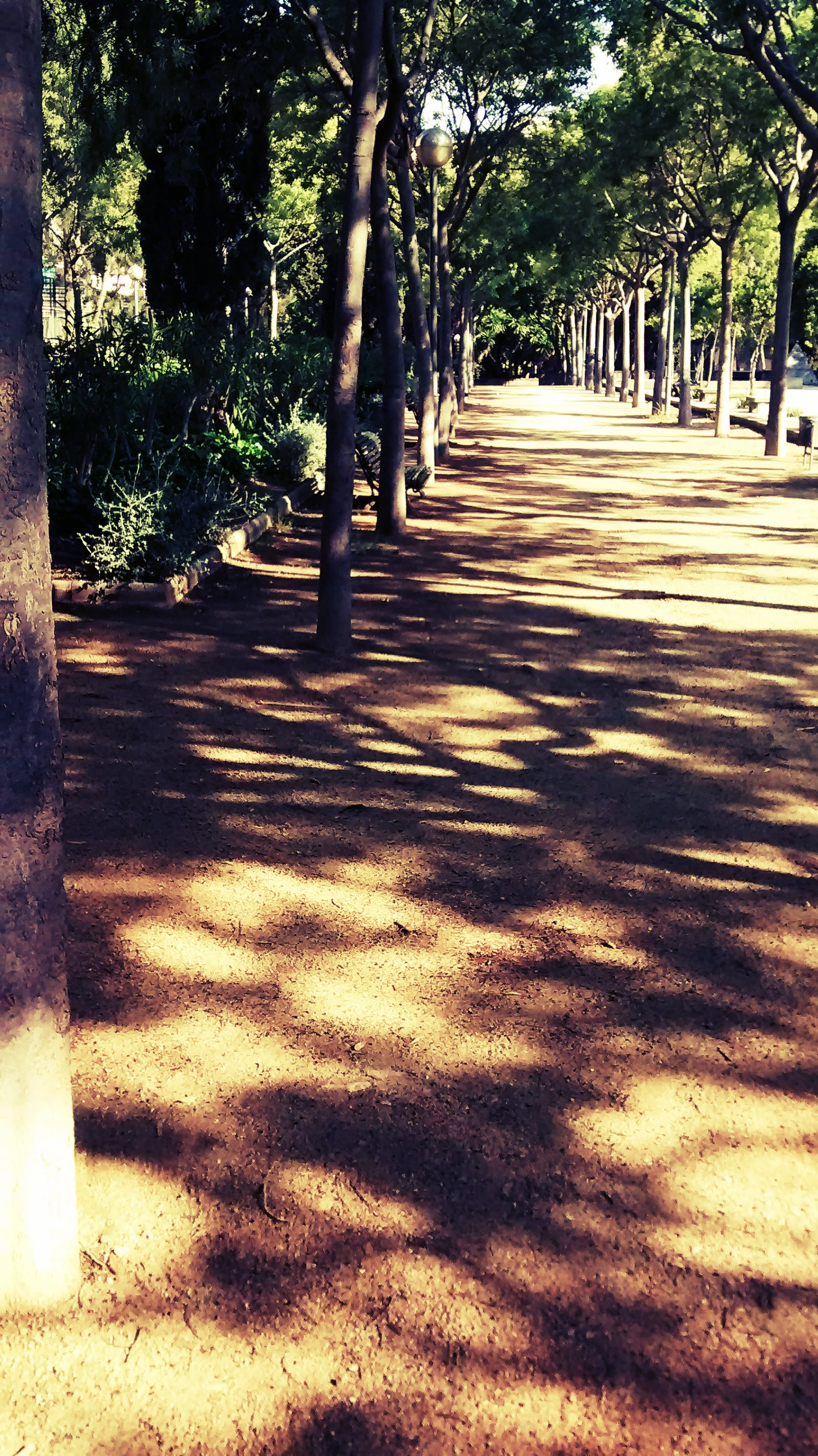
Vegetació trama
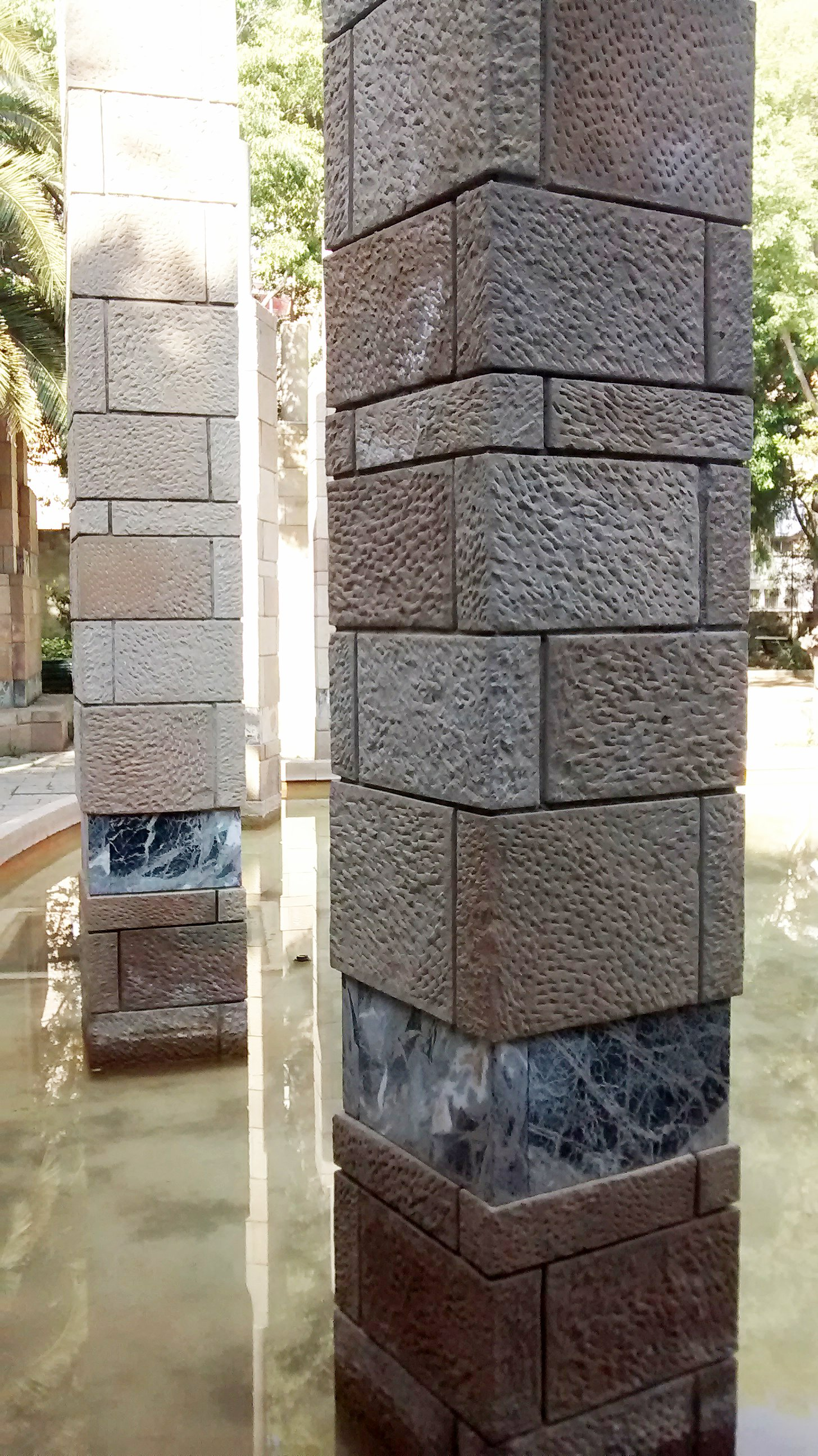
columnata
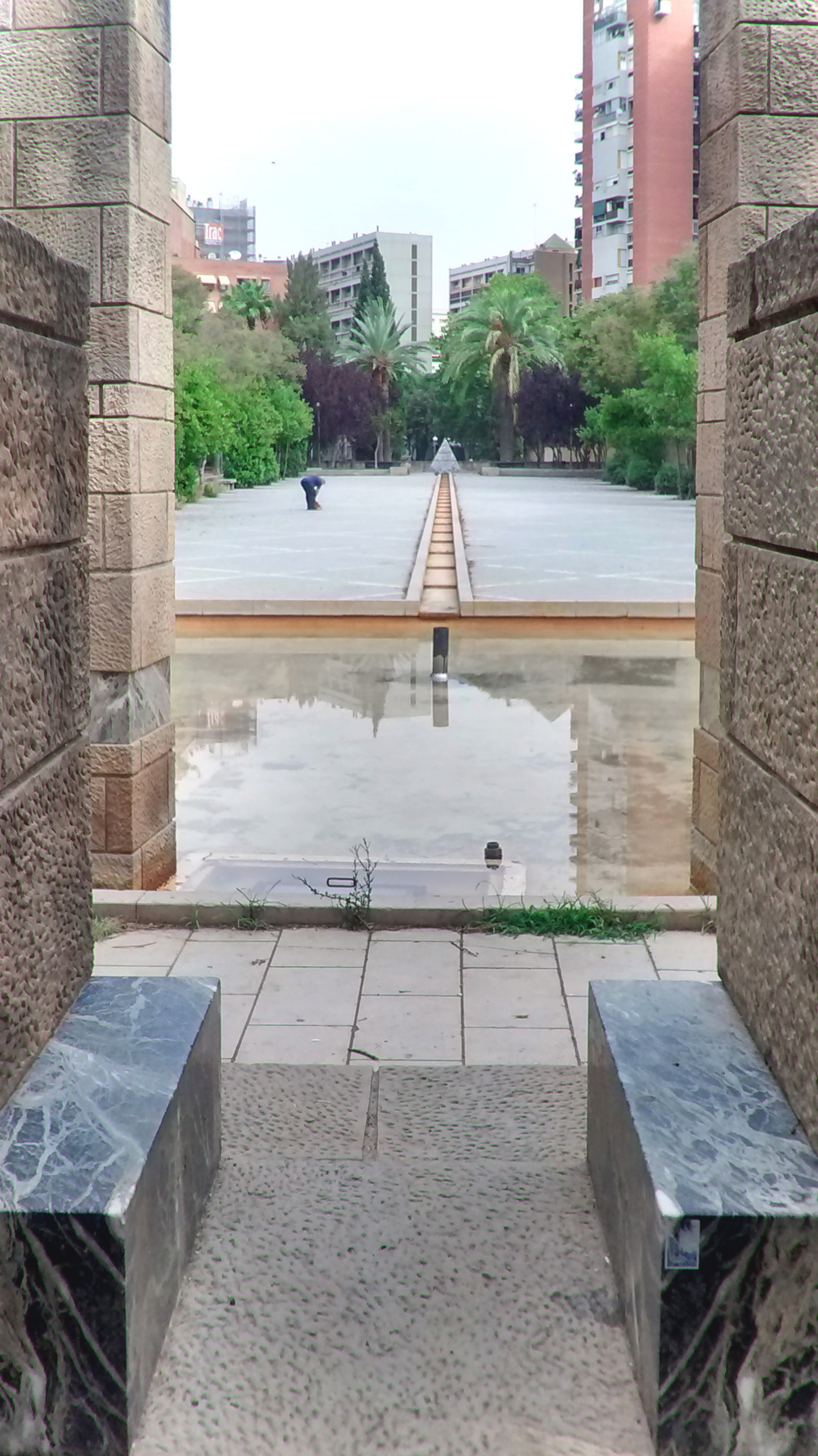
Eix central
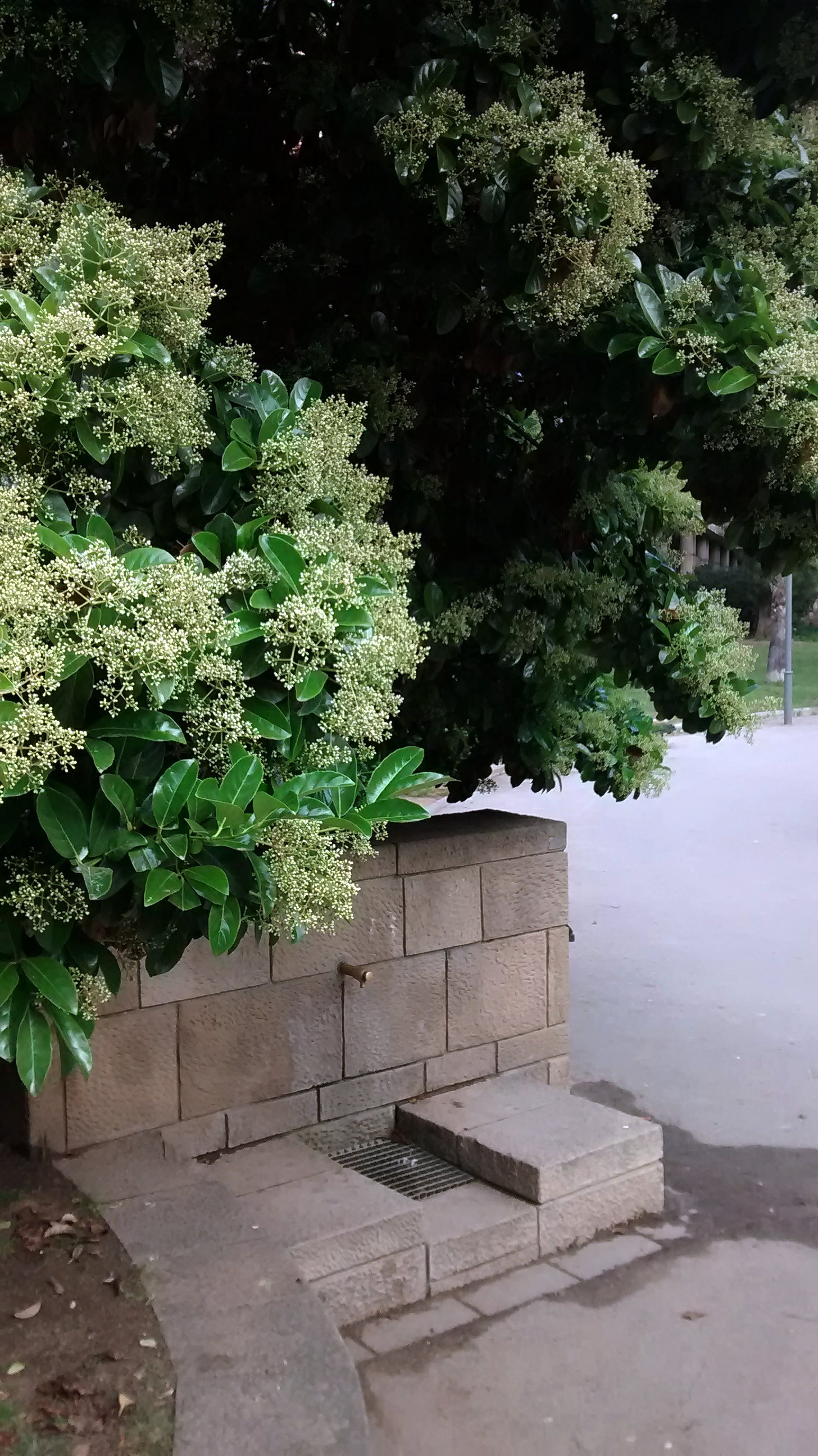
Font